# Cerveja Raffo
A Cerveja Raffo é uma cerveja do tipo lager produzida de 1919 a 1987 na cervejaria de mesmo nome, na cidade de Taranto, na Itália. Em 1961 a marca foi comprada pelo grupo Cerveja Peroni.

## História
A Raffo é considerada a cerveja dos tarantinos. A sua história começou em 1919, quando Vitantonio Raffo inaugurou a fábrica em Taranto. Foi totalmente gerida pela família até o ano de 1961, quando a marca foi comprada pelo grupo Cerveva Peroni que conservaram também a velha receita da cerveja, a fábrica e a mestria cervejeira. Na década de 1970 foram produzidos 480.000 litros, também em outras regiões da Itália como a Basilicata, Campania e Puglia.
Em 1987 o grupo Cerveja Peroni decide fechar a fábrica de Taranto e de transferir a produção para a cidade de Bari, colocando fim em um importante capítulo da história industrial da cidade de Taranto, mas mesmo assim ainda detém o título da Cerveja de Taranto sendo a mais consumada na cidade.
Em 2008, depois de uma pesquisa chamada "Sono Tarantino, quindi decido IO" («Sou tarantino, por isso a decisão é minha»), organizado pelo grupo Cerveja Peroni, foi decidida uma renovação gráfica da etiqueta da cerveja, com a introdução das cores vermelha e azul que dividem a etiqueta criando um efeito de sol e mar.

## Ligações Externas
- Sítio internet da Raffo